# بلمونته دل سانیو

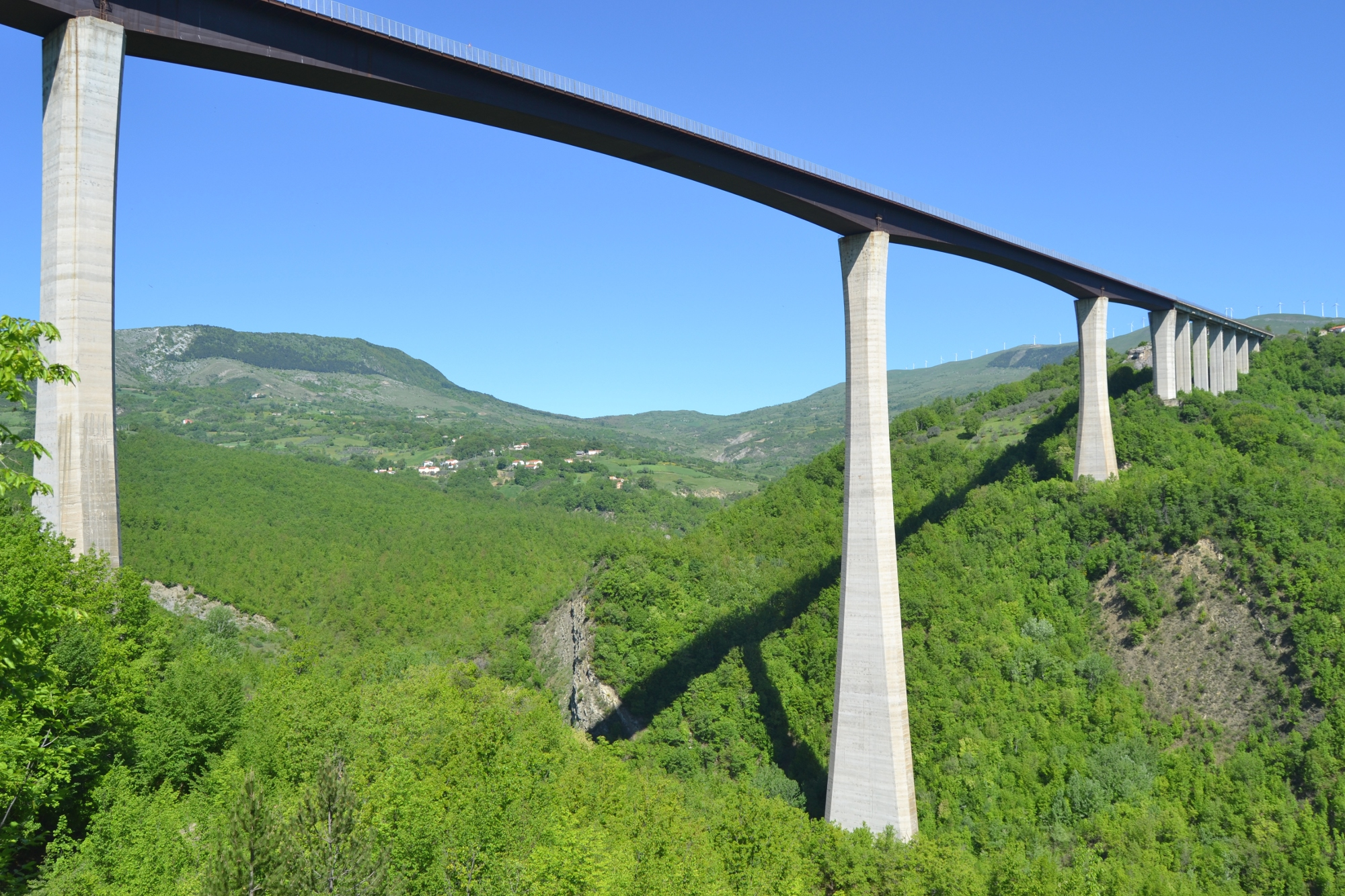
تصویری از بلمونته دل سانیو

بلمونته دل سانیو (به ایتالیایی: Belmonte del Sannio) یک کومونه در ایتالیا است که در استان ایسرنیا واقع شده‌است.

## خصوصیات
بلمونته دل سانیو ۲۰٫۲ کیلومترمربع مساحت و ۷۹۹ نفر جمعیت دارد و ۸۶۴ متر بالاتر از سطح دریا واقع شده‌است.